# Smotrytch
Pour les articles homonymes, voir Smotrytch (homonymie).
La rivière Smotrytch (en ukrainien : Смотрич ; en polonais : Smotrycz) est un cours d'eau d'Ukraine et un affluent gauche du Dniestr.

## Géographie
La Smotrytch traverse les hauteurs de Podolie, dans l'ouest de l'Ukraine. Elle est longue de 169 km et draine un bassin de 1 800 km2. Sa largeur est généralement de 10 à 15 m et dépasse en un endroit les 40 m.
La Smotrytch arrose la ville historique de Kamianets-Podilskyï en formant Gorge de Kamianets et la commune urbaine de Smotrytch.

## Source
- Grande Encyclopédie soviétique